# Багаево
Багаево — село в Кайбицком районе Татарстана, центр Багаевского сельского поселения.

## География
Село расположено на реке Шеланда (правом притоке Кубни) на расстоянии около 12 км севернее Больших Кайбиц.

## История
Основано в XVIII веке.

## Население
| 1989 | 1997 | 2010 |
| ---- | ---- | ---- |
| 184  | ↗191 | ↗216 |

Национальный состав
- 1989—184, в том числе 79 % русские.
- 2010—216, русские (78 %), чуваши (15 %), татары (7 %).

## Инфраструктура
- Детский сад
- Средняя школа
- Совет Багаевского сельского поселения
- Конк произв АКХ Колос
- Церковь Владимирской иконы Божией Матери

## Экономика
Сфера деятельности полеводство, молочное скотоводство.

## Уроженцы
Михаил Минский (12 августа 1918 — 9 октября 1988), урождённый Михаил (Григорий) Спирин (Спиридонов), также известный как Мино Минцер, а у украинцев как Михайло Минский — русский певец.